# 2037
- Wikisource

| Calendário gregoriano                                                        | 2037 MMXXXVII                        |
| Ab urbe condita                                                              | 2790                                 |
| Calendário arménio                                                           | 1487 – 1488                          |
| Calendário bahá'í                                                            | 193 – 194                            |
| Calendário budista                                                           | 2581                                 |
| Calendário chinês                                                            | 4733 – 4734 Início a 15 de fevereiro |
| Calendário copta                                                             | 1753 – 1754                          |
| Calendário etíope                                                            | 2029 – 2030                          |
| Calendários hindus - Vikram Samvat - Calendário nacional indiano - Cáli Iuga | 2092 – 2093 1958 – 1959 5137 – 5138  |
| Calendário Holoceno                                                          | 12037                                |
| Calendário islâmico                                                          | 1459 – 1460                          |
| Calendário judaico                                                           | 5797 – 5798                          |
| Calendário persa                                                             | 1415 – 1416 Início a 20 de março     |
| Calendário rúnico                                                            | 2287                                 |
| Calendário solar tailandês                                                   | 2580                                 |

2037 (MMXXXVII, na numeração romana) será um ano comum do século XXI que começará numa quinta-feira, segundo o calendário gregoriano. A sua letra dominical será D. A terça-feira de Carnaval ocorrerá a 17 de fevereiro e o domingo de Páscoa a 5 de abril. Segundo o horóscopo chinês, será o ano da Serpente, começando a 15 de fevereiro.

| Evento                                                   | Data            | Hora  |
| -------------------------------------------------------- | --------------- | ----- |
| Aquário                                                  | 19 de janeiro   | 17:54 |
| Peixes                                                   | 18 de fevereiro | 07:59 |
| primavera no hemisfério norte e outono no hemisfério sul |                 |       |
| Carneiro/equinócio                                       | 20 de março     | 06:50 |
| Touro                                                    | 19 de abril     | 17:40 |
| Gémeos                                                   | 20 de maio      | 16:35 |
| verão no hemisfério norte e inverno no hemisfério Sul    |                 |       |
| Caranguejo/solstício                                     | 21 de junho     | 00:22 |
| Leão                                                     | 22 de julho     | 11:13 |
| Virgem                                                   | 22 de agosto    | 18:22 |
| Outono no Hemisfério Norte e Primavera no Hemisfério Sul |                 |       |
| Balança/equinócio                                        | 22 de setembro  | 16:13 |
| Escorpião                                                | 23 de outubro   | 01:50 |
| Sagitário                                                | 21 de novembro  | 23:38 |
| inverno no hemisfério norte e verão no hemisfério sul    |                 |       |
| Capricórnio/solstício                                    | 21 de dezembro  | 13:08 |

| UTC: Portugal Continental, Madeira, Guiné-Bissau e São Tomé e Príncipe Subtrair (-): 1 h nos Açores e Cabo Verde 2 h nas Ilhas oceânicas brasileiras 3 h em Brasília, em Goiás, na Amazônia Oriental Brasileira e no nordeste, sudeste e sul brasileiros 4 h na Amazônia Ocidental Brasileira, Mato Grosso e Mato Grosso do Sul 5 h no Acre e sudoeste do Amazonas Adicionar (+): 1 h em Angola e Guiné Equatorial 2 h em Moçambique 8 h em Macau 9 h em Timor-Leste. |
| Adicionar uma hora durante a vigência do horário de verão: Portugal Continental : De 29 de março a 25 de outubro de 2037 |

| Ano completo                        |
| ----------------------------------- |
| Ano comum com início à quinta-feira |

## Eventos esperados e previstos
- Ano da Serpente de Fogo, segundo o Horóscopo chinês.

### Janeiro
- 01 de janeiro - Os episódios de 1966 de Jornada nas Estrelas deverão entrar em Domínio público no Brasil de acordo com a legislação atual.

- 16 de janeiro - Eclipse solar parcial.[1]

- 31 de janeiro - Eclipse lunar total.[2]

### Março
- 12 de março - Recife celebra o quincentenário da sua fundação.

### Julho
- 13 de julho - Eclipse solar total.[3]

- 27 de julho - Eclipse lunar parcial.[4]

### Datas Desconhecidas
- Certos documentos relativos aos desejos de Isabel Bowes-Lyon de preservar uma monarquia se os nazistas ocupassem o Reino Unido serão libertados do Royal Archives.

- De acordo com estimativas divulgadas em Outubro de 2007, o telescópio espacial Far Ultraviolet Spectroscopic Explorer (FUSE), desativado naquele mês, continuará a orbitar a Terra até que seja queimado na atmosfera aproximadamente 30 anos após o seu descomissionamento, ou seja, em 2037.

- O Bomber 2037, um bombardeiro pesado opcional, furtivo, hipersônico e pesado está programado para entrar em serviço este ano, já que a USAF calcula que o atrito terá reduzido sua frota de bombardeiros estratégicos abaixo do mínimo de 170 aeronaves.

- Acredita-se que o uso de combustíveis fósseis não seja frequente neste ano nos países desenvolvidos.[5][6] Combustíveis alternativos (como eólica e solar) acabarão por relegar o uso de combustíveis fósseis para o Oriente Médio e para os países em desenvolvimento.[5]

- O maior vulcão de lama do mundo, localizado no Java Oriental, na Indonésia, pode ter parado de entrar em erupção.[7]

## Na ficção

### Nos filmes
- O filme Dexter's Laboratory: Ego Trip tem algumas cenas que tomam lugar em 2037.

- No filme A Máquina do Tempo, as demolições na mineração lunar fazem a lua se romper, com pedaços caindo na Terra, cuja órbita é afetada, causando o extermínio em massa da raça humana em 20 de agosto de 2037.

- O filme original do Disney Channel, Zenon: Garota do Século XXI, acontece no ano de 2037.

- A maioria do filme de animação da Disney, Meet the Robinsons, acontece no ano de 2037.

- Banlieue 13 é ambientado em 2037.

### Nos livros
- O livro original do Disney Channel, Zenon: Garota do Século XXI, acontece no ano de 2037.

- O romance de ficção científica Time's Eye, de Arthur C. Clarke e Stephen Baxter, conta com alguns de seus principais personagens desde o ano de 2037.

- The Night Sessions, um romance de Ken MacLeod, é ambientado em 2037.

### Nos video games
- X-Squad: é ambientado em 2037.

- O jogo SiN é ambientado em 2037.

## Epacta e Idade da Lua
| Epacta gregoriana | 13 (XIII) |
| Idade da Lua      | Letra m   |